# シュッタルナ2世
シュッタルナ2世（Shuttarna II、Šuttarn）は、古代メソポタミア、ミタンニの王。

## 略歴
シュッタルナ2世は紀元前14世紀初頭のミタンニの王。
シュッタルナ2世はアルタタマ1世の子孫であり、おそらくその息子であったと思われる。シュッタルナ2世はエジプトのファラオ・アメンホテプ3世の同盟相手であり、王たちの外交取引はアマルナ文書に記録されている。シュッタルナ2世の娘ギルヒパ（キルヘパとも）は、ファラオの治世10年目に2つの王家間の同盟を締結するための結婚により多額の持参金と共にアメノホテプ3世に与えられた。シュッタルナ2世の治世の間、ミタンニは権力と繁栄の頂点に達した。西のアララハから、ミタンニはシリア北部のエジプトとの国境をオロンテス川で共有していた。王国の中心は、首都ワシュカンニが位置していたハブール川流域にあった。アッシリアと東のアーラパはミタンニの属国であった。ヒッタイト人はミタンニの北の国境の土地に侵入しようとしたが、シュッタルナ2世に敗れた。